# Identità violate
Identità violate (Taking Lives) è un film del 2004, diretto da D.J. Caruso.
La pellicola è tratta dal romanzo Ladro di vite di Michael Pye.

## Trama
Anni ‘80. Martin Asher e Matt Soulsby, due adolescenti, si incontrano casualmente su un pullman diretto in Canada. Il mezzo si guasta, così i due giovani dividono le spese del noleggio di un’auto per proseguire il viaggio. Durante il tragitto uno pneumatico si fora; mentre Matt sta cambiando la ruota, Martin si rende conto di somigliare molto al nuovo amico: lo lancia sotto un'auto in arrivo, uccidendo sia lui che il guidatore; quindi assume l’identità di Matt, indossando i suoi vestiti, prendendo con sé la sua chitarra e allontanandosi a piedi cantando con una voce simile a quella della vittima.
Vent’anni dopo, l’investigatrice dell’FBI Illeana Scott viene chiamata a Montreal dall’ispettore LeClair, per un’indagine su un serial killer che assume le identità delle sue vittime dopo averle uccise, cosa che gli ha consentito di agire indisturbato in tutto il Nord America. Illeana interroga James Costa, testimone oculare dell’ultimo omicidio del killer. L’uomo disegna un identikit dell’assassino, grazie al quale la polizia identifica un sospetto e fa irruzione nel suo appartamento; tuttavia, al suo interno viene trovato un cadavere in decomposizione legato in soffitta.
Nel frattempo, Rebecca, la madre di Martin Asher, il quale era stato dichiarato morto al posto di Matt vent’anni prima, si presenta alla polizia dichiarando di aver visto suo figlio vivo su un tram diretto a Québec. Questo porta alla riesumazione del cadavere e alla scoperta che il corpo è di un’altra persona: ciò rende Martin il principale sospettato dei delitti del serial killer che assume le identità altrui. Rebecca racconta a Illeana che Martin era diventato mentalmente instabile, in seguito alla morte del fratello gemello. Nell’appartamento, Illeana scopre un passaggio segreto che conduce a una camera nascosta: qui viene attaccata dal serial killer, che tuttavia fugge prima che lei riesca a identificarlo.
Illeana comprende che Martin sceglie le sue vittime per vivere una vita diversa, e che James Costa è il suo prossimo obiettivo: così decide di usarlo come esca per catturare il killer, ma il piano fallisce. Durante una mostra presso la sua galleria d’arte, James Costa viene attaccato da un misterioso individuo, che gli agenti credono essere Martin; Illeana cerca di arrestarlo, ma lui riesce a fuggire tra la folla. L’FBI dispone il trasferimento sotto copertura di James, ma l’assalitore si ripresenta e uccide i poliziotti di scorta, scappando via con la vittima tenuta sotto tiro. Illeana si lancia all’inseguimento e riesce a mettere in salvo James, per poi indurre l’auto dell’assassino a schiantarsi ed esplodere.
Sentendosi finalmente al sicuro, James e Illeana, che durante l’indagine si sono molto avvicinati, passano una notte di sesso nella camera d’hotel della donna, circondati da macabre fotografie di scene del crimine. Il giorno dopo, Illeana si sveglia coperta di sangue, ma subito si rende conto che, durante il rapporto sessuale, i punti di sutura che James ha dovuto applicare sulle ferite inflittegli dal killer si sono rotti.
Mentre James si trova in ospedale per farsi ricucire i punti, Illeana riceve una telefonata dall’obitorio: chiamata a identificare il cadavere del presunto killer, Rebecca non è stata in grado di riconoscere suo figlio, di conseguenza Illeana ne deduce che il cadavere non sia del vero Martin Asher; costui ha scambiato nuovamente la propria identità con qualcun altro, per sviare le indagini. Infatti in ascensore avviene l'incontro tra madre e figlio, tra Rebecca e James che si rivela essere il vero Martin Asher. Quando Illeana arriva alle porte dell'ascensore vede che Martin ha appena ucciso sua madre e non riesce a fermarlo. 
La polizia comprende che l’uomo che aveva assalito James/Martin era Christopher Hart, un mercante di opere d'arte che era stato truffato e perseguitava James solo perché rivoleva i suoi soldi. Prima dell’inseguimento in auto, James lo aveva ucciso per poi simularne il rapimento. Inseguito dalla polizia e da Illeana, Martin assume una nuova identità e riesce a scappare in treno: telefona a Illeana e le promette di tornare da lei, prima di scomparire nel nulla. La donna ammette di aver avuto un rapporto sessuale consenziente con il serial killer e per questo motivo viene sospesa dal servizio.
Sette mesi dopo, Illeana si è ritirata a vivere in una fattoria isolata in Pennsylvania, incinta di due gemelli concepiti durante la notte con Martin. Questi un giorno la raggiunge e le propone di iniziare una nuova vita insieme, come una vera famiglia, ma lei si rifiuta. Furibondo, Martin la picchia e tenta di strangolarla, per poi rubarle dalle mani il paio di forbici che lei stava usando per difendersi e piantargliele nel ventre. Illeana, apparentemente ferita a morte, utilizza le stesse forbici per pugnalarlo al cuore. La donna si toglie la protesi addominale usata per fingere la gravidanza, poi spiega a un agonizzante Martin che i mesi appena trascorsi erano una trappola per catturarlo. Martin muore e Illeana telefona a LeClair, per informarlo di avere appena ucciso il ricercato.

## Accoglienza
Il film ha ricevuto durante l'edizione dei Razzie Awards 2004 una candidatura come Peggior attrice per Angelina Jolie.